# TPP交渉への早期参加を求める国民会議
TPP交渉への早期参加を求める国民会議（てぃーぴーぴーこうしょうへのそうきさんかをもとめるこくみんかいぎ）とは、日本の国民運動団体。

## 概要
「TPP交渉への早期参加を求める国民会議」とは、環太平洋パートナーシップ協定交渉への参加推進を主張する団体である。東京大学大学院経済学研究科教授の伊藤元重、京都大学名誉教授・政策研究大学院大学学長の白石隆、東京大学大学院農学生命科学研究科教授の本間正義の3名が代表世話人を務めており、学識者、経済界、労働界、農業界、言論界など幅広い業界のメンバーで形成されている。
この会議については、「代表世話人への就任依頼や各界への参加要請からサイトの立ち上げ・運営に至るまで全て経団連事務局主導であり、財界エゴとの先入観で見らるのを避けるために、経団連は一切表に出ず中立公正たる有識者による国民会議との体裁をとった。代表世話人はじめ参加メンバーは皆TPP参加には賛同するが、残念ながら自ら企画を持ち込むということは一切なく、総じて受け身であり、著名な学者には用意された神輿には乗っても自ら汗をかいて神輿を作るほどの熱意はなかった。」との証言がある。

## 沿革
2011年10月、伊藤元重、白石隆、田中明彦、本間正義の呼びかけにより設立された。
同年10月末には都内でシンポジウムを開催し、学者、経営者、労働組合役員など約400名が参加した。
シンポジウムでは、白石隆の開会挨拶、伊藤元重および本間正義による基調講演の後、住友化学専務の髙尾剛正、全日本金属産業労働組合協議会事務局長の若松英幸、庄内こめ工房代表取締役の斎藤一志、東京大学大学院新領域創成科学研究科教授の戸堂康之によるパネルディスカッションが行われ、最後に、環太平洋パートナーシップ協定の交渉参加を求める決議が賛成多数で採択された。
後日、代表世話人の田中明彦らは、経済産業大臣の枝野幸男に対し、早期に環太平洋パートナーシップ協定の交渉に入るよう促す要望書を手渡した。その際に、田中は「日本の成長にはTPP参加が不可欠」と指摘したうえで「早期に交渉入りし、世界の貿易秩序の形成に参画すべきだ」と主張した。
また、2012年4月19日、経団連会館でシンポジウムを開催し、経営者、企業人、学識者、労働組合、農業関係者、学生など500余名が参加した。
シンポジウムでは、伊藤元重の開会挨拶の後、外務省の片上慶一経済外交担当大使より、「TPP交渉の現状について」講演があった。
また、経団連の大橋洋治副会長、和郷園の木内博一代表理事、慶應義塾大学の渡邊頼純教授によるパネルディスカッションが行われ、最後に、TPP交渉への早期参加を改めて求めるアピールが賛成多数で採択された。
後日、代表世話人の白石隆らは、藤村官房長官、古川国家戦略担当大臣、枝野経済産業大臣に対し、シンポジウムで採択されたアピールを手交した。
藤村官房長官へは、強いリーダーシップを発揮して一刻も早く交渉参加を実現してもらいたいなどと政府に申し入れを行い
、枝野経済産業大臣には「国民的理解が重要だ」と述べ、参加に向けた国内の合意形成に努めるよう求めた。

## メンバー

### 代表世話人
- 伊藤元重 - 東京大学大学院経済学研究科教授
- 白石隆 - 京都大学名誉教授、政策研究大学院大学学長
- 本間正義 - 東京大学大学院農学生命科学研究科教授

### 賛同人
- 阿部顕三 - 大阪大学理事・副学長、元ブリティッシュコロンビア大学客員教授
- 安藤光代 - 慶應義塾大学商学部准教授
- 石川幸一 - 亜細亜大学アジア研究所教授、元日本貿易振興機構主任調査研究員
- 伊藤隆敏 - 東京大学公共政策大学院院長・東京大学大学院経済学研究科教授
- 馬田啓一 - 杏林大学総合政策学部教授
- 浦田秀次郎 - 早稲田大学大学院アジア太平洋研究科教授
- 大泉一貫 - 宮城大学副学長
- 太田洋 - 東京大学大学院法学政治学研究科教授、西村あさひ法律事務所パートナー弁護士
- 亀田隆明 - 東京医科歯科大学客員教授、医療法人鉄蕉会亀田総合病院理事長
- 唐津恵一 - 東京大学大学院法学政治学研究科教授、元新日鐵化学総務部長
- 北岡伸一 - 東京大学大学院法学政治学研究科教授、元国連大使
- 木村福成 - 慶應義塾大学経済学部教授
- 黒川清 - 東京大学名誉教授、政策研究大学院大学アカデミックフェロー
- 清水一史 - 九州大学経済学研究院国際経済経営部門教授
- 田中明彦 - 元東京大学副学長、独立行政法人国際協力機構理事長
- 田中均 - 東京大学公共政策大学院特任教授、元外務審議官
- 寺田貴 - 同志社大学法学部法学研究科教授、元早稲田大学アジア研究機構教授
- 戸堂康之 - 東京大学大学院新領域創成科学研究科教授
- 中川淳司 - 東京大学社会科学研究所教授、元タフツ大学フレッチャースクール客員教授
- 長谷川真一 - 国際労働機関駐日代表、日本ILO協議会理事、元厚生労働省大臣官房総括審議官
- 松尾直彦 - 東京大学大学院法学政治学研究科客員教授、西村あさひ法律事務所カウンセル弁護士
- 森脇章 - 中国人民大学法学院客員教授、アンダーソン・毛利・友常法律事務所パートナー弁護士
- 山澤逸平 - 一橋大学名誉教授、元早稲田大学大学院アジア太平洋研究科教授
- 山下一仁 - キヤノングローバル戦略研究所研究主幹、元農林水産省農村振興局次長
- 吉川良三 - 東京大学大学院経済学研究科ものづくり経営研究センター特任研究員、元サムスン電子常務
- 古田啓昌 - 東京大学大学院法学政治学研究科教授、アンダーソン・毛利・友常法律事務所パートナー弁護士
- 渡邊頼純 - 慶應義塾大学総合政策学部教授、元外務省参与、元外務省大臣官房参事官兼経済局参事官
- 米倉弘昌 - 日本経済団体連合会会長、住友化学株式会社代表取締役会長
- 岡村正 - 日本商工会議所会頭、元株式会社東芝代表取締役社長
- 長谷川閑史 - 経済同友会代表幹事、武田薬品工業代表取締役社長
- 森詳介 - 関西経済連合会会長、関西電力株式会社取締役会長
- 西原浩一郎 - 全日本自動車産業労働組合総連合会会長、全日本金属産業労働組合協議会議長、元全日産労働組合書記長
- 河北博文 - 河北医療財団河北総合病院理事長
- 岡本重明 - 農業生産法人・有限会社新鮮組　代表取締役
- 長田竜太 - 日本キヌカ株式会社　代表取締役社長
- 片岡仁彦 - 株式会社会社ART SOIL　代表取締役
- 加藤秀明 - 株式会社秀農業　代表取締役社長
- 木内博一 - 農事組合法人和郷園　代表理事
- 金城利憲 - 株式会社石垣島ハム燻製工房　代表取締役
- 栗田義夫 - 有限会社クリタ園芸　代表取締役
- 小林俊三 - 株式会社リッチフィールド由布　代表取締役社長
- 齋藤一志 - 株式会社庄内こめ工房　代表取締役
- 澤井隆男 - 有限会社澤井牧場　代表取締役
- 清水三雄 - 農業生産法人・株式会社京都府天田郡みわ･ダッシュ村　代表取締役村長
- 鈴鹿政秀 - びわこコーポレーション株式会社　代表取締役
- 髙木勇樹 - 農業アナリスト
- 田中進 - 農業生産法人・株式会社サラダボウル　代表取締役
- 富田啓明 - 農業生産法人・リッチフィールド栗原有限会社　代表取締役社長
- 長谷川久夫 - 株式会社農業法人みずほ　代表取締役社長
- 福原俊秀 - 農事組合法人アグリコ　代表理事会長
- 松木一浩 - 株式会社ビオファームまつき　代表取締役
- 松本博美 - 有限会社松本農園　代表取締役
- 宮井能雅 - 西南農場有限会社　代表取締役
- 村上清貴 - 株式会社村上農園　代表取締役社長
- 山口一彦 - ベルグアース会社　代表取締役社長
- 吉村英樹 - 農業生産法人　株式会社ヨシムラファーム　代表取締役社長
- 渡邉隆信 - 株式会社秀果園　代表取締役
- 浅川芳裕 - 農業経営者副編集長
- 児玉平生 - 毎日新聞論説副委員長
- 長坂嘉昭 - プレジデント社代表取締役社長
- 弘兼憲史 - 漫画家

## 関連人物
- 伊藤元重
- 白石隆
- 田中明彦
- 本間正義 (経済学者)